# 萊氏伊比利亞軟口魚
萊氏伊比利亞軟口魚（学名：Iberochondrostoma lemmingii）为輻鰭魚綱鯉形目雅羅魚科伊比利亞軟口魚屬的其中一種，被IUCN列為易危保育類動物，分布於歐洲葡萄牙、西班牙Tagus、Guadiana、Odiel、Guadalquivir和西南Douro河流域，體長可達25公分，棲息在水流平緩、植物生長的溪流，屬雜食性，以水生昆蟲及植物為食，繁殖期在3至5月，族群因外來物種及水源汙染而受威脅。